# HCRB
Hockey Club Reeuwijk-Bodegraven is een Nederlandse hockeyclub uit Bodegraven-Reeuwijk. De club is in april 2010 ontstaan uit een fusie van HC Reeuwijk (24 mei 1978) en MHC Bodegraven (17 november 1985).
De club maakt gebruik van de accommodaties van de voormalige clubs. De jongste jeugd speelt met name op de locatie Bodegraven aan de Gruttostraat, terwijl alle overige teams spelen in het Reeuwijkse Hout. Deze laatste accommodatie is de hoofdlocatie en hier liggen 2 velden (1 waterveld en 1 zandveld).
Heren 1 speelt in het seizoen 2011/12 in de derde klasse en dames 1 speelt in de vierde klasse.